# Aleksandar Šoštar
Aleksandar Šoštar (né le 21 janvier 1964 à Niš) est un joueur de water-polo yougoslave (serbe).

## Palmarès
Il remporte la médaille d'or aux Jeux olympiques de 1988 à Séoul et une de bronze en 2000 à Sydney.
Il fait partie de la liste des membres de l'International Swimming Hall of Fame depuis 2011.